# Steatoda mainlingoides
Steatoda mainlingoides là một loài nhện trong họ Theridiidae.
Loài này thuộc chi Steatoda. Steatoda mainlingoides được miêu tả năm 2003 bởi Chang-Min Yin et al..